# Préaux (Ardèche)
Préaux ist eine französische Gemeinde mit 706 Einwohnern (Stand: 1. Januar 2022) im Département Ardèche in der Region Auvergne-Rhône-Alpes. Préaux gehört zum Arrondissement Tournon-sur-Rhône und zum Kanton Haut-Vivarais. Die Bewohner werden Satillien(ne)s genannt.

## Geografie
Préaux liegt am Furon, etwa 16 Kilometer südsüdwestlich von Annonay. Im Norden begrenzt der Ay die Gemeinde Umgeben wird Préaux von den Nachbargemeinden Saint-Romain-d’Ay im Norden, Saint-Jeure-d’Ay im Osten, Saint-Victor im Südosten und Süden, Vaudevant im Süden und Südwesten sowie Satillieu im Nordwesten.

## Bevölkerungsentwicklung
| Jahr                       | 1962 | 1968 | 1975 | 1982 | 1990 | 1999 | 2006 | 2019 |
| Einwohner                  | 637  | 554  | 505  | 505  | 511  | 514  | 556  | 703  |
| Quellen: Cassini und INSEE |      |      |      |      |      |      |      |      |

## Sehenswürdigkeiten

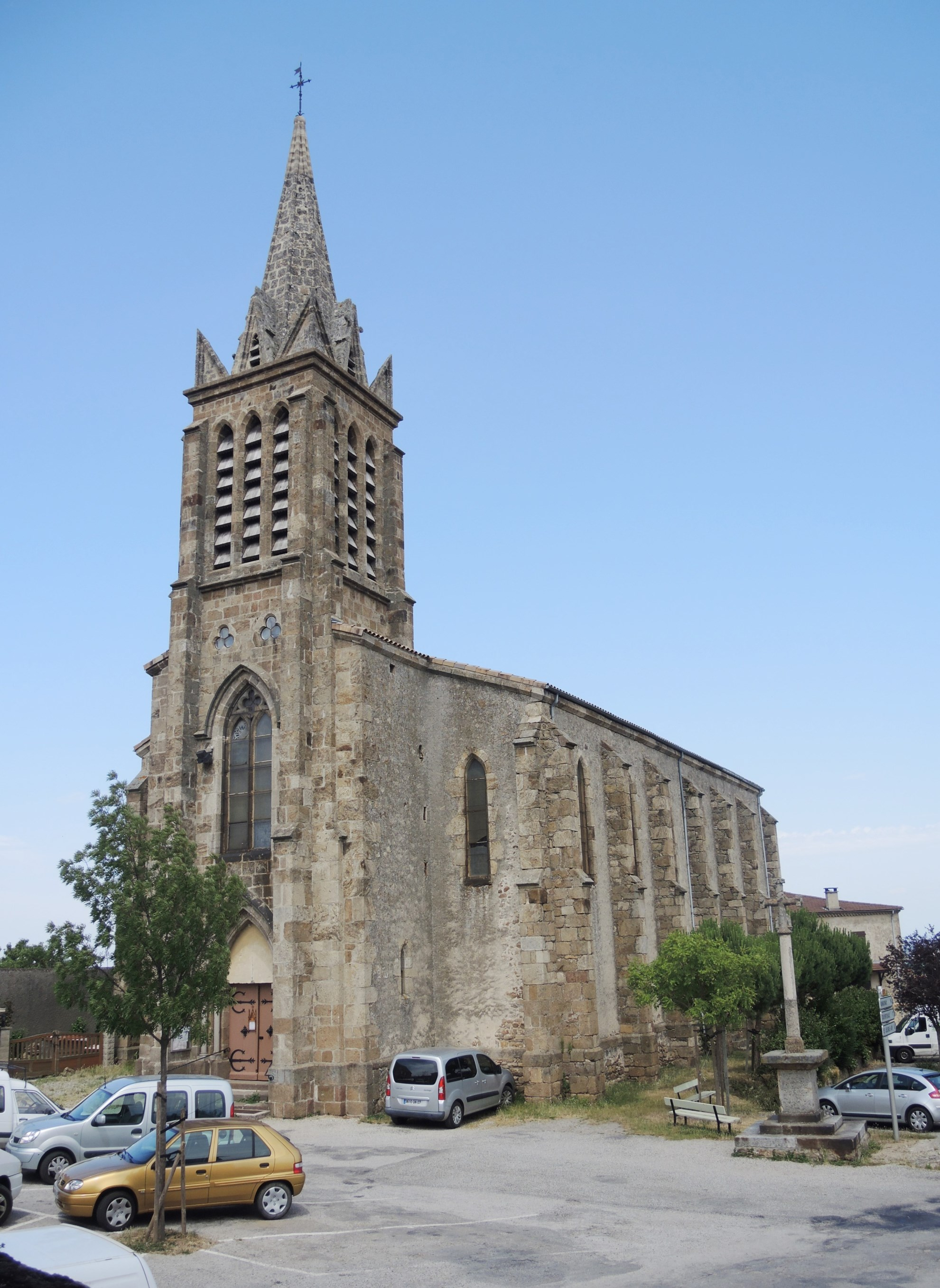
Kirche Saint-Didier
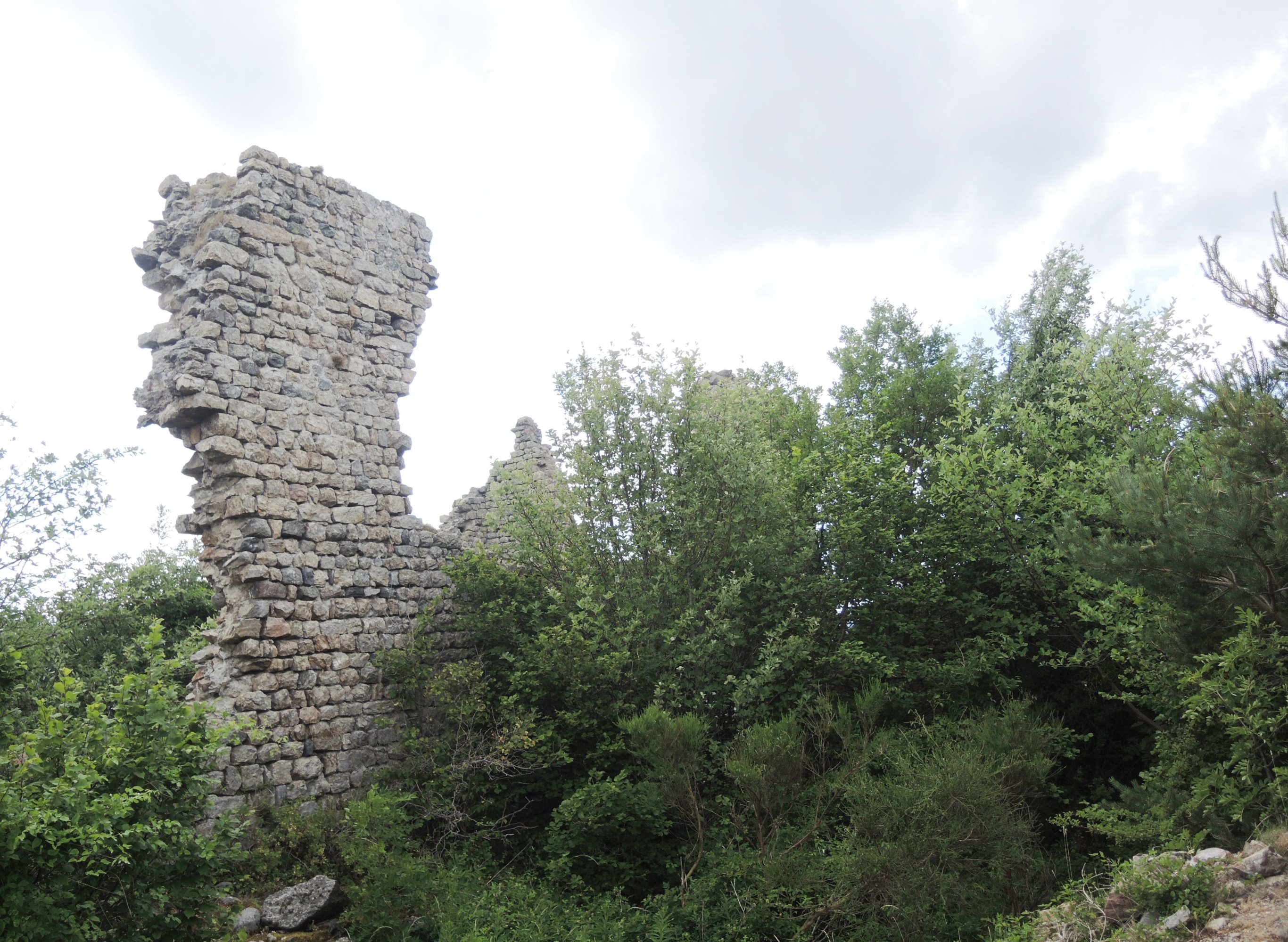
Burgruine von Seray
- Historischer Ortskern

- Kirche Saint-Didier
- Reste der Burgruine von Seray